# Кортександра (Каљари)
Кортександра је насеље у Италији у округу Каљари, региону Сардинија.
Према процени из 2011. у насељу је живело 679 становника. Насеље се налази на надморској висини од 50 м.